# الخضارية
قرية الخضارية هي إحدى القرى التابعة لمركز الإبراهيمية في محافظة الشرقية في جمهورية مصر العربية. حسب إحصاءات سنة 2006، بلغ إجمالي السكان في الخضارية 3890 نسمة، منهم 2017 رجل و1873 امرأة.